# 希热庙
希热庙，位于内蒙古自治区巴彦淖尔市乌拉特中旗，是一座藏传佛教格鲁派寺院。

## 简介
希热庙位于乌拉特中旗人民政府所在地海流图镇以东12公里的希热山，总面积达50万平方米。蒙古语“希热”意为“桌子”，这是由火山口的形状而得名。希热庙初建于清朝康熙十九年（1680年），在清朝资助下由第一代活佛呼勒庆贵禅师主持建成，是巴彦淖尔地区第一座喇嘛庙，也是蒙古、西藏地区重要的喇嘛教寺院之一。据说当年修建时，康熙帝不仅下拨黄金白银，且御笔用满文赐名“希热神泉”。为感谢康熙帝之恩，希热庙曾有“康造寺”之称。据称，希热庙是东方21个佛教圣地之一。鼎盛时期，有僧人300多名，香客的来源西至拉萨，东至乌兰浩特，北至大库伦（现乌兰巴托）。
根据传说，清朝初期，乌拉特草原上一位名为“呼勒庆贵”的禅师赴拉萨拜师学经，多年后得道回到家乡，途经希热山时，见山中有青烟升起，且有清泉涌出，饮之味道甘甜，遂认定希热山有灵气，为修炼佳所，乃在此修炼。坐禅七年后，成为法力很高的禅师。此年，康熙帝的姑丈病故，康熙帝欲寻一位法力高强的禅师超度其姑丈之亡灵，经占卜师指点，找到呼勒庆贵禅师，请其赴北京超度亡灵。因法事做得好，康熙帝欲赏赐禅师，被禅师谢绝，禅师要返回乌拉特草原，康熙帝遂决定拨款建希热庙，以供呼勒庆贵喇嘛传教行医。
希热庙于清朝光绪六年（白龙年，1880年）建成。经过不断修缮及扩建，在中华民国初年进入鼎盛时期。此后，希热庙先后被国军、日军以及蒙疆联合自治政府的军队抢掠。文化大革命爆发初期，希热庙遭毁灭性破坏，佛像及法器全部毁灭或失散，除了西侧的佛塔残存半截外，其他全部建筑物均被彻底毁灭。
改革开放后，随着宗教政策落实，希热庙获得重建。通过民间集资，经上级有关部门批准，2010年5月22日举行“修复希热庙工程”开工奠基仪式。乌拉特中旗投资300多万元修复希热庙大雄宝殿主体，2010年内已竣工。
希热庙重建工程总投资600万元，修缮、扩建了五座大殿（大佛殿，学部殿，禅师住处，长明殿，新殿）、四个山洞（禅师洞，龙王洞，连环洞，藏经洞）、两座白塔（阳塔和阴塔），新建旅游管理中心、游乐场所（赛马、搏克、射箭等等）、蒙古艾力（餐饮及住宿），修筑道路15公里（海镇－希热庙），修建凉亭，并修筑围墙，在院内进行绿化美化。希热庙重建后，信仰藏传佛教的蒙古族民众，每年在希热庙多次举办次大型祭祀，每次持续六至七天，参加者上千人。
据传，希热庙内的三眼泉水分别可治眼病，胃病，心血管病与狂犬病。1996年，经有关部门化验，希热矿泉属天然优质矿泉水。